# St. Patrick Football Club
Maillots
Le St. Patrick  Football Club est un club maltais de football basé à Zabbar, fondé en 1912. Il est également appelé Zabbar S.P.
Le club évolue pour la première fois de son histoire en première division lors de l'année 1950.

## Historique
- 1912 : fondation du club

## Palmarès
- Championnat de Malte de deuxième division
  - Champion : 2004
  - Vice-champion : 2024